# Hypsicera affinis
Hypsicera affinis là một loài tò vò trong họ Ichneumonidae.